# Pogöriach, Špatrjan
Pogöriach je naselje v Občini Špatrjan v Okraju Beljak-dežela na Koroškem v Avstriji.